# Eugen Wolff-Filseck

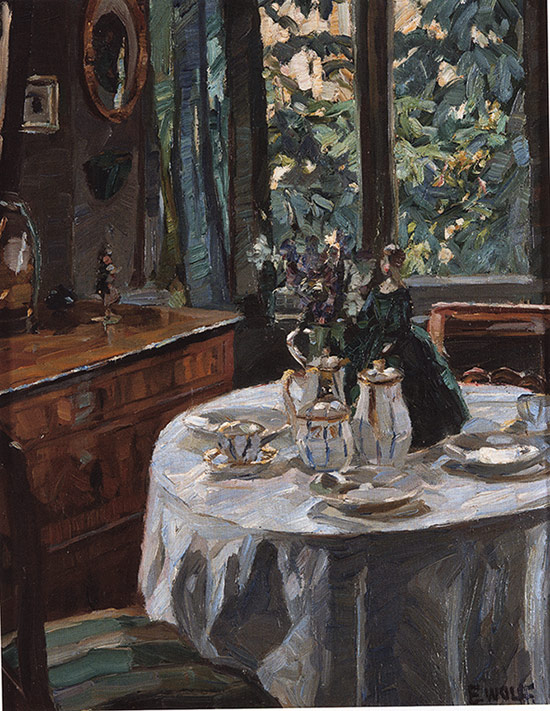
Frühstückstisch

Eugen Wolff-Filseck (* 22. August 1873 in Uhingen; † 29. Juli 1937 in München) war ein deutscher Maler des Impressionismus.
Er wurde auf Schloss Filseck als Sohn des dortigen Gutsverwalters geboren.
Er begann seine Malerlehre an der Stuttgarter Akademie bei Albert Kappis und Jakob Grünenwald.  Er war auch Schüler des Lithografen Johannes Wölffle (1807–1893). Wolff-Filseck studierte ab dem 5. November 1895 an der Königlichen Akademie der Künste in München in der Komponierschule von Heinrich von Zügel. Er setzte die Lehre in der sommerlichen Malschule von Heinrich von Zügel in Wörth am Rhein fort.
Er wurde 1898 Mitglied der Münchener Secession. 1911 heiratete er die Malerin Elisabeth Haug und lebte und arbeitete seitdem in München. 1926 wurde ihm vom Bayerischen Staat der Professorentitel verliehen. Wolff-Filseck nahm an Kunstausstellungen im Münchner Glaspalast und in der Münchener Secession teil. Eugen Wolff-Filseck starb in München und wurde auf dem Uff-Kirchhof in Bad Cannstatt bestattet.
Eine kleine Auswahl seiner Werke ist heute im Informations-Zentrum auf Schloss Filseck zu sehen.